# Ichthyophis weberi
Espèce
Synonymes
- Caudacaecilia weberi (Taylor, 1920)

Statut de conservation UICN

 EN  : En danger
Ichthyophis weberi est une espèce de gymnophiones de la famille des Ichthyophiidae.

## Répartition
Cette espèce est endémique de Palawan aux Philippines.

## Étymologie
Cette espèce est nommée en l'honneur de Max Carl Wilhelm Weber.

## Publication originale
- Taylor, 1920 : Philippine Amphibia. Philippine Journal of Science, vol. 16, p. 213–359 (texte intégral).